# Coleophora vernoniaella
Coleophora vernoniaella é uma espécie de mariposa do gênero Coleophora pertencente à família Coleophoridae.